# Pokémon Ruby och Sapphire
Pokémon Ruby och Sapphire är två spel i Pokémon-serien, till Game Boy Advance. De är uppföljare till Pokémon Gold och Silver.

## Handling
Spelaren bor i Littleroot Town som ligger i Hoenn. När spelet börjar ska spelaren rädda Professor Birch från en vild Pokémon, Poochyena. Spelaren väljer då en pokémon att strida mot Poochyenan med; en eld-pokémon (Torchic), en gräs-pokémon (Treecko) eller en vatten-pokémon (Mudkip). Den Pokémon man väljer blir ens partner som man får ta med sig under sin Pokémonresa. Karaktären ska fånga fler Pokémon, träna dem och besegra åtta Pokémongym med starka gymledare.
Första gymmet har stentyper, andra har stridtyper, tredje har elektricitettyper, fjärde har eldtyper, femte, där huvudpersonens pappa är gymledare, har normaltyper, sjätte har flygande typer, sjunde har psykiska typer, och åttonde har vattentyper.
Efter man klarat alla gym får man möta Elite Four, elitfyran. Efter att man har vunnit över elitfyran och regionens Champion, mästaren, är målet att fylla ens Pokédex. Detta görs genom att fånga alla olika sorters Pokémon.
Det finns utöver de vanliga pokémon ett antal legendariska pokémon, däribland spelens maskotar; Groudon finns i Ruby, och Kyogre finns i Sapphire. I Sapphire finns även Latias, och i Ruby finns Latios. De legendariska Pokémonen Rayquaza, Regirock, Regice, Registeel finns i båda versionerna.